# Нивянин
Нивя̀нин е село в Северозападна България. То се намира в община Борован, област Враца.

## География
Нивянин се намира на 15 км югозападно от Бяла Слатина и е разположено на двата бряга на Скът. Съседни села са Соколаре и Комарево (на изток), Буковец (на юг) и Борован (на северозапад).

## История
Старото име на селото е Джурилово, вероятно от личното име Джурил (производно на Гюро) и наставката за селищно име „-ово“. Това е било името на старобългарско средновековно селище, заварено от турците в края на XIV в. със същото име. В селището се намира късноантична и средновековна керамика.
На 11 януари 1950 г. Джурилово е преименувано на Нивянин. Това е поетичният псевдоним на партизанина Иван Недков от същото село.
През 1914 година в Джурилово е основана земеделска кооперация „Спасение“, а в 1933 година – коневъдно дружество „Нерон“. Към 1935 г. земеделската кооперация има 150 члена, а коневъдното дружество – 43.
В последните години на Третото българско царство в селото е регистрирана дейността на 762-ра бранническа дружина.
В 1985 година селото има 953 жители.

## Население
Преброяване на населението през 2011 г.
Численост и дял на етническите групи според преброяването на населението през 2011 г.:
|                     | Численост | Дял (в %) |
| Общо                | 479       | 100.00    |
| Българи             | 449       | 93.73     |
| Турци               | 5         | 1.04      |
| Цигани              | 0         | 0.00      |
| Други               | 0         | 0.00      |
| Не се самоопределят | 0         | 0.00      |
| Неотговорили        | 1         | 0.20      |

## Религии
В 1884 година е започната църквата „Света Параскева“. Зографията в нея е дело на дебърския майстор Велко Илиев.
В миналото в селото са живели и мюсюлмани, но след 1876 година те се преселват в Османската империя, като към 1893 година в селото са останали само 3 българи мохамедани.

## Обществени институции
През 1908 година в Джурилово е основано читалище, което първоначално се помещава в Тетевенската къща.
Членовете на пенсионерския клуб участват в ред певчески фестивали и всяка година се организира екскурзия.

## Културни и природни забележителности
- Къща музей Иван Нивянин

## Личности, родени в Нивянин
- Йото Велчев (1910 – 1985), музикален деец, военен капелмайстор
- Иван Нивянин (1919 – 1944), български поет-партизанин
- Георги Гергов – олигарх, виден деец на БСП в Пловдив, собственик на Пловдивския панаир и почетен консул на Руската федерация в Пловдив, председател на областната и градската организация на БСП.
- Георги Павлов Тошев (1930 – 1993), скулптор, създател на паметниците на Иван Нивянин и Иван Начев Балкан в селото, „Миньора“ край с. Згориград и мн. др.